# Hugo di Risio
Hugo Nicolás Eugenio di Risio es un exmilitar argentino que se desempeñó como gobernador de la provincia de San Luis, durante el Proceso de Reorganización Nacional. Siendo oficial de la Fuerza Aérea Argentina el grado de brigadier mayor. 
Ostentando el grado de brigadier mayor (retirado), fue designado gobernador de la Provincia de San Luis por el presidente (de facto) Roberto Eduardo Viola —con el acuerdo de la Junta Militar— el 29 de marzo de 1981.
Fue el último gobernante de facto de esta provincia, habiendo comenzado su gestión en abril de 1981 y entregando el poder al gobernador electo Adolfo Rodríguez Saá el 10 de diciembre de 1983.
Su hijo, llamado Hugo Gustavo, perteneció a la Fuerza Aérea Argentina y alcanzó el grado de Brigadier.